# 近藤圭一
近藤 圭一（こんどう けいいち）は、日本のソングライター、編曲家、音楽プロデューサー、ギタリスト。有限会社スーパーラブ所属。

## 来歴
中学時代にビートルズやBLANKEY JET CITYを聞き始め、バンド活動を経て、2008年から作家として活動している。
2016年4月開校の和光市立下新倉小学校の校歌を作詞・作曲。
2017年にAKB48の「シュートサイン」でオリコン1位を獲得。
2019年に『みんなのうた』（NHK）「ぼくはヒーロー」（宮野真守）作詞作曲編曲。
2020年に日向坂46の「青春の馬」を作曲編曲。和光市市制50周年記念歌「ひかりさすまち」作詞作曲編曲。

## 提供作品
アイドリング!!!
- Smiley Days（作詞・作曲・編曲）

I Doll U
- I Doll U（作詞・作曲・編曲）

AFTERSCHOOL
- Super sexy（作曲・編曲）

アルス・マグナ
- Ready To Dance（作曲・編曲）

伊藤美来
- 天使のウィンク（編曲）

AKB48グループ
- AKB48
  - 一生の間に何人と出逢えるのだろう（作曲）
  - LALALAメッセージ（作曲・編曲）
  - シュートサイン（作曲）
- SKE48
  - ラムネの飲み方（編曲）
  - 寡黙な月（作曲）
- NMB48
  - 我が友よ 全力で走っているか?（作曲・編曲）
- HKT48
  - タブーの色（作曲・編曲）

内田真礼
- 風立ちぬ（編曲）

大西亜玖璃
- Fall in you（作詞・作曲・編曲）

岡本信彦
- Fun Fantasy（作詞・作曲・編曲）

ORANGE CARAMEL
- 赤いくつ（編曲）

カラフルダイヤモンド
- キミジェニック（作曲）

こっちのけんと
- Time Lapse（作詞・作曲）

サーターアンダギー
- Clap Your Hands（作曲・編曲）

坂道シリーズ
- 乃木坂46
  - あなたのために弾きたい（作曲）
  - 悲しみの忘れ方（作曲）
  - 平行線（作曲・編曲）
- 日向坂46
  - 青春の馬（作曲・編曲）
  - 恋とあんバター（作曲・編曲）

SUPER★DRAGON
- BLACK BOX（作曲）

5urprise
- I sing for you（作曲・編曲）

ジャニーズ事務所
- KAT-TUN
  - DANGEROUS CAT〜MAKE ME WET〜（作曲・編曲）
- Sexy Zone
  - We Can Be One（作曲・編曲）

StylipS
- ギブミー・シークレット（編曲）

諏訪ななか
- World of Words（作曲・編曲）

大国男児
- Thank you for your kindness（編曲）

超特急
- Gravitation（作詞・作曲・編曲）
- Summer love（作曲・編曲）
- One/O Signal（作詞・作曲・編曲）
- ツンデレチビ王子（作曲・編曲）

戸松遥
- 愛しい光（作曲）

TrySail
- 青空DRIVING（作曲・編曲）

トロイメライ
- トロイメライにさよなら（作曲・編曲）

dreamBoat
- Give Me Your ATTENTION!（作曲・編曲）

≠ME
- フロアキラー（作曲・編曲）

ハイスクールスターミュージカル
- 星のストライド（作曲）

ファビュラスナイト
- You know?ALICE（作曲・編曲）

FlowBack
- HIKARI（作曲・編曲）

HALO
- JASMINE（作曲・編曲）
- LIAR（作曲・編曲）
- Save or Save as（作曲・編曲）

VELVET UNDERWORLD
- Live&Let's Die（作曲・編曲）
- Labyrinth（作詞）

BAD SKUNK
- Violet Love（作曲・編曲）

ハロー!プロジェクト
- Berryz工房
  - 恋 いとしき季節（編曲）
  - I'm so cool!（編曲）
- ℃-ute
  - 都会のネオンが驚くくらいの美しさがほしい（編曲）
  - わっきゃない(Z)(2012神聖なるVer.)（編曲）
  - 「大好き」の意味を教えて!（編曲）
  - 私は天才（編曲）
  - 日曜日は大好きよ（編曲）
- アンジュルム（旧：スマイレージ）
  - ええか!?（編曲）
  - ぶっ壊したい（編曲）
- Juice=Juice
  - アレコレしたい!（編曲）
- つばきファクトリー
  - 17才（編曲）
  - 初恋サンライズ（編曲）
  - 低温火傷（編曲）
  - ふりさけみれば・・・（作曲）
- ハロプロ研修生
  - 「アイドルはロボット」って昭和の話ね（編曲）

風男塾
- ココア・パンケーキ・ベイビー（作曲）
- Flower（作詞・作曲・編曲）

FlowBack
- HIKARI（作曲・編曲）

堀江由衣
- ポーカーフェイス（作詞・作曲・編曲）
- Candy Parade（作詞）

宮野真守
- ぼくはヒーロー（作詞・作曲・編曲）　※2019年2月3月放送　NHKみんなのうた

宮本佳林
- 優柔不断だね、Guilty（編曲）
- 時をかける少女（編曲）

miracle2
- Catch Me!-ロックフルver-（編曲）
- Catch Me!-演歌フルver-（編曲）
- Catch Me!-HIPHOP～テクノver-（編曲）

吉田山田
- OK（編曲）

夜桜さんちの大作戦
- DA・DA・DA・DA・I・SA・KU・SEN（作詞・作曲・編曲）

ラブライブ！
- Daring!!（作曲・編曲）

LABOUM
- Love Me（作詞・作曲・編曲）

LarmeR
- Crazy night Silver moon（作詞・作曲・編曲）
- 純情コントラスト（作詞・作曲・編曲）

Lienel
- Connected（作詞・作曲・編曲）

和光市立下新倉小学校
- 下新倉小学校校歌～希望の空～（作詞・作曲）

和光市市制50周年記念歌
- ひかりさすまち（作詞・作曲・編曲）

ONE LOVE ONE HEART
- Girls Forever（作曲・編曲）